# Montecore: en unik tiger
Montecore: en unik tiger är en roman från 2006 av Jonas Hassen Khemiri. Boken nominerades till Augustpriset för Årets svenska skönlitterära bok 2006.

## Handling
Berättelsen börjar med att Jonas, som precis avslutat sin första roman, får ett brev från Kadir som påstår sig vara en barndomsvän till Jonas försvunna fader. På en säregen fransk-arabisk svenska föreslår Kadir att Jonas ska skriva en bok om sin fader. Genom Jonas barndomsminnen och Kadirs inflikanden får man följa faderns resa till Sverige och hans försök att integreras i det svenska samhället. 